# Tanque de San Juan
Tanque de San Juan är en ort i Mexiko.   Den ligger i kommunen Jerez och delstaten Zacatecas, i den centrala delen av landet, 500 km nordväst om huvudstaden Mexico City. Tanque de San Juan ligger 2 035 meter över havet och antalet invånare är 255.
Terrängen runt Tanque de San Juan är platt åt nordväst, men åt sydost är den kuperad. Runt Tanque de San Juan är det ganska glesbefolkat, med 31 invånare per kvadratkilometer. Närmaste större samhälle är Jerez de García Salinas, 6,1 km sydväst om Tanque de San Juan. Trakten runt Tanque de San Juan består i huvudsak av gräsmarker.